# Rhizoperta dominica
Rhizoperta dominica је примарна штеточина распрострањена у тропским и суптропским подручјима. Прво документовано оштећење пшенице од стране R. dominica забележено је у Аустралији. Трговином се проширила у све веће европске луке. Током последњих неколико деценија присутна је и у складиштима на простору Србије. Напада житарице као што су пшеница, јечам, кукуруз и пиринач, а може се развити и у брашну. Такође напада и суве производе са ниским садржајем влаге.

## Морфологија
Одрасла јединка је величине од 2,5 до 3 mm. Тело је ваљкастог облика, сјајне жутoцрвене до рђасте боје. Са дорзалне стране, вратни штит (пронотум) у потпуности покрива главу. Основни део пронотума има изглед наборане површине. Три последња чланка пипака су тестерасто назубљена и већа од осталих, густо покривена ситним длачицама. Предња крила, елитре, имају уздужне тачкасте линије, док је други пар крила развијен и омогућава добро летење. Код одраслих јединки није изражен полни диморфизам.

## Развојни циклус
Одрасла јединка (имаго) живи више од шест месеци. Парење се дешава у року од 24 сата након што се јединке излеже из лутке. Парење траје око 2 сата и може се поновити више пута, јер је женки потребно више од једног парења како би се сва јаја ефикасно оплодила.
Женка полаже између 100 и 500 јаја, од којих око 80% задржава виталност. 
Ларве се излегу након 5 до 26 дана и улазе у оштећена зрна жита. Младе ларве нису у стању да оштете здрава зрна. Читав развој ларве се одвија у унутрашњости зрна. Током тог периода ларва се пресвлачи 4 до 5 пута. Одрасле ларве се претварају у лутке, из којих се након 3 до 7 дана развија имаго. Целокупан животни циклус може бити завршен за 25 дана при температури од 28 до 34 °C.
У Србији се развија више од две генерације годишње. На температури од 34 °C развојни циклус траје око 25 дана, док се на 25 °C продужава на приближно 37 дана. Оптимална температура за развој је изнад 30 °C. Развој се зауставља при температурама испод 15–18 °C. Ова врста је отпорна на ниске температуре и у домаћим условима складиштења може успешно да презими. У повољним условима, може оштетити зрно пшенице до те мере да након 20 до 30 дана од њега остане само танка љуска. Ларве и имаго се хране клицом и ендоспермом. Највише хране конзумирају младе јединке.

## Сузбијање и контрола

### Физичке мере
- темељно чишћење опреме пре жетве, прскање силоса и просторија, уклањање просутог зрна[6]
- праћење температуре у складиштима[6]

### Биолошке мере
- природни непријатељи (предатори и паразитоиди) нису довољно ефикасни због мале бројности у односу на високу плодовитост R. dominica[6]
- природни предатори и паразитоиди и сами могу постати плен другим организмима[6]

### Хемијске мере
- инсектицидна средства која се тренутно користе често су неефикасна или постоји развијена отпорност на њих[6]
- најчешће коришћени су органофосфорни инсектициди: хлорпирифос метил, фенитротион, пимифос метил и малатион[6]
- фосфин као фумигант делује на све стадијуме развоја, лако се примењује, ефикасан је и не оставља остатке у производима[6]